# Собор Святого Молуага
Собор Святого Молуага (англ. St Moluag’s Cathedral) — церковь Шотландской пресвитерианской церкви на острове Лисмор севернее города Обан. Из-за пресвитерианской системы церковного управления является, несмотря на название, приходской церковью. Памятник архитектуры категории В.

## История
Святой Молуаг (ум. 592) основал на острове монастырь. Это был главный центр христианства в Шотландии и резиденция средневековой епархии Аргайла или Островов. С современной точки зрения местоположение собора кажется странным из-за изолированности, но в ту эпоху самым быстрым и надёжным транспортом были корабли и лодки, поэтому Лисмор был идеальным выбором.
Епархия Аргайла была самой бедной епархией Шотландии, а собор XIII века — очень скромным по размеру. От средневекового здания сохранился только хор в сильно изменённой форме, а неф и западная башня были снесены до фундамента. Сохранились три дверных проёма: один заблокирован, а другой первоначально вёл к кафедре, умывальнице в ризнице и трехарочной седильи (сидячие места для священнослужителей). В церкви и на прилегающем кладбище сохранилось несколько могильных плит позднего средневековья.